# Tela viridula
Tela viridula är en insektsart som först beskrevs av Bruner, L. 1908.  Tela viridula ingår i släktet Tela och familjen gräshoppor. Inga underarter finns listade i Catalogue of Life.